# لاري تيسلر
لاري تيسلير أو لورنس غوردن تيسلر (بالإنجليزية: Lawrence Gordon Tesler)‏. ‏(24 أبريل 1945 – 17 فبراير 2020) هو عالم حاسوب يعمل في مجال التفاعل الإنساني الحاسوبي عمل في عدد من الشركات العالمية منها: بارك، أبل، أمازون، ياهو!. يعتبر مخترع عملية القص والنسخ واللصق التي غيرت مسار العمل بالحاسوب.